# Poebrodon
Poebrodon és un gènere extint de camèlids prehistòrics que visqueren a l'Eocè inferior. Tot i ser el primer membre conegut de la família dels camells, sembla probable que Poebrodon no tingués gepa. Se n'han trobat restes fòssils a Nord-amèrica. Es tractava d'un animal petit, amb un coll curt i petites peülles a cadascun dels seus quatre dits. Com altres artiodàctils del Terciari, tenia una protuberància en forma de falç a les dents posteriors.